# 킬리노치치구

킬리노치치 구

킬리노치치구(싱할라어: යාපනය දිස්ත්‍රික්කය, 타밀어: யாழ்ப்பாணம் மாவட்டம்)는 스리랑카를 구성하는 25개 구 가운데 하나로 행정 중심지는 킬리노치치이며 면적은 1,279km2, 인구는 112,875명(2012년 기준)이다. 행정 구역상으로는 북부 주에 속한다.